# Ochthebius costatellus
Ochthebius costatellus är en skalbaggsart som beskrevs av Edmund Reitter 1897. Ochthebius costatellus ingår i släktet Ochthebius och familjen vattenbrynsbaggar. Inga underarter finns listade i Catalogue of Life.